# System76
System76, Inc. — американський виробник комп’ютерів  що базується в Денвері, штат Колорадо, і спеціалізується на продажу ноутбуків, настільних комп’ютерів і серверів. Компанія використовує безкоштовне програмне забезпечення з відкритим вихідним кодом і пропонує на вибір Ubuntu або власний дистрибутив Linux Pop!_OS як попередньо встановлені операційні системи.

## Історія
System76 була заснована Карлом Річеллом (Carl Richell) і Еріком Фетцером (Erik Fetzer). У 2003 році Фетцер зареєстрував домен system76.com для продажу комп’ютерів із попередньо встановленою операційною системою Linux, але ця ідея була реалізована лише через два роки. Цифра 76 у назві компанії є відсиланням до 1776 року, року Американської революції. Компанія сподівалася спричинити «революцію відкритого коду», даючи споживачам вибір не використовувати пропрієтарне програмне забезпечення.
В середині 2005 року засновники розглянули, який дистрибутив Linux пропонувати. Вибір був з Red Hat Enterprise Linux, openSUSE, Yoper та іншими. Спочатку Ubuntu було відхилено, але Рішелл і Фетцер швидко змінили свою думку після повторної оцінки. Рішеллу сподобалася бізнес-модель Canonical із повністю безкоштовним програмним забезпеченням, яке за потреби підтримується комерційною підтримкою. Перші комп’ютери, продані System76, поставлялися з попередньо встановленою версією Ubuntu 5.10 Breezy Badger.
У відповідь на перехід Canonical на робочий стіл GNOME з інтерфейсу Unity для майбутніх випусків Ubuntu у травні 2017 року System76 анонсувала нову оболонку під назвою Pop. У червні 2017 року компанія оголосила, що створить власний дистрибутив Linux на основі Ubuntu під назвою Pop!_OS.

## Продукти
Прошивка System76 частково вимикає Intel Management Engine, власницького мікропрограмного забезпечення, яке працює під керуванням операційної системи в наборах мікросхем Intel після 2008 року.

### Pop!_OS
Pop!_OS — це дистрибутив Linux, розроблений System76 на базі Ubuntu і використовує середовище GNOME. Він призначений для використання «розробниками, виробниками та фахівцями з ІТ-технологій». Pop!_OS забезпечує повне шифрування диска за замовчуванням, а також спрощене керування вікнами, робочими просторами і комбінаціями клавіш для навігації.

## Зв'язки з спільнотою
Компанія є спонсором Ubuntu Developer Summit, Southern California Linux Expo та інших подій і конференцій з відкритим вихідним кодом та Linux. Їхні офіційні форуми підтримки розміщені на сайті Canonical Ltd., основного розробника Ubuntu.
System76 є активним членом спільноти Ubuntu в Колорадо, виступаючи корпоративним спонсором заходів Ubuntu LoCo та заходів з нагоди випуску в центрі Денвера. 

## Дивись також
- Purism (компанія)
- Pine64
- Відкрите апаратне забезпечення

## Зовнішні посилання
- Офіційний сайт